# Bare (Despotovac)
Bare es un pueblo ubicado en la municipalidad de Despotovac, en el distrito de Pomoravlje, Serbia.

## Superficie
Posee una superficie de 7,242 kilómetros cuadrados.

## Demografía
Hasta 2011 la población era de 19 habitantes, con una densidad de población de 2,624 habitantes por kilómetro cuadrado.